# Habenaria longicauda
Habenaria longicauda är en orkidéart som beskrevs av William Jackson Hooker. Habenaria longicauda ingår i släktet Habenaria och familjen orkidéer. Inga underarter finns listade i Catalogue of Life.

## Bildgalleri

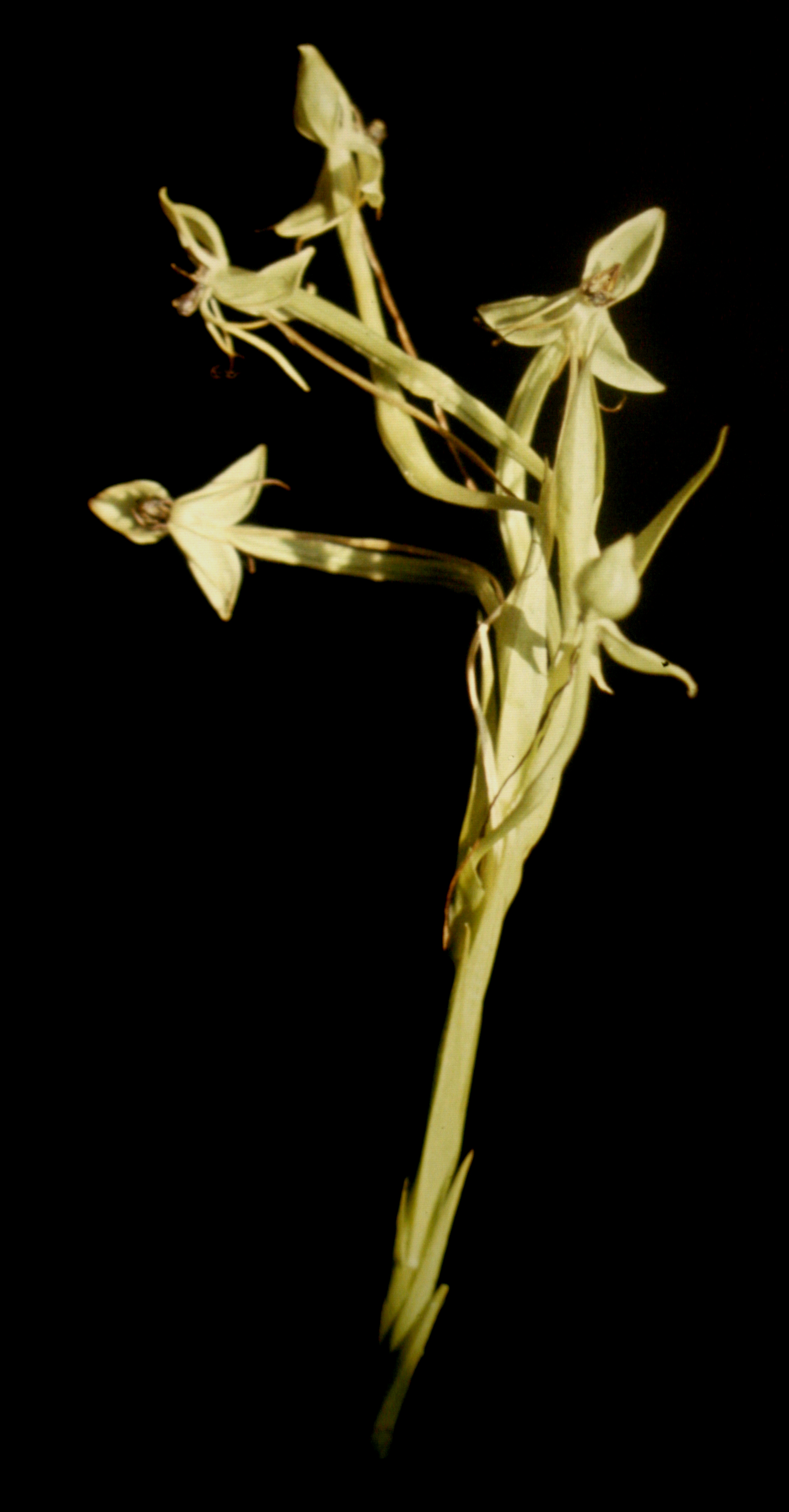
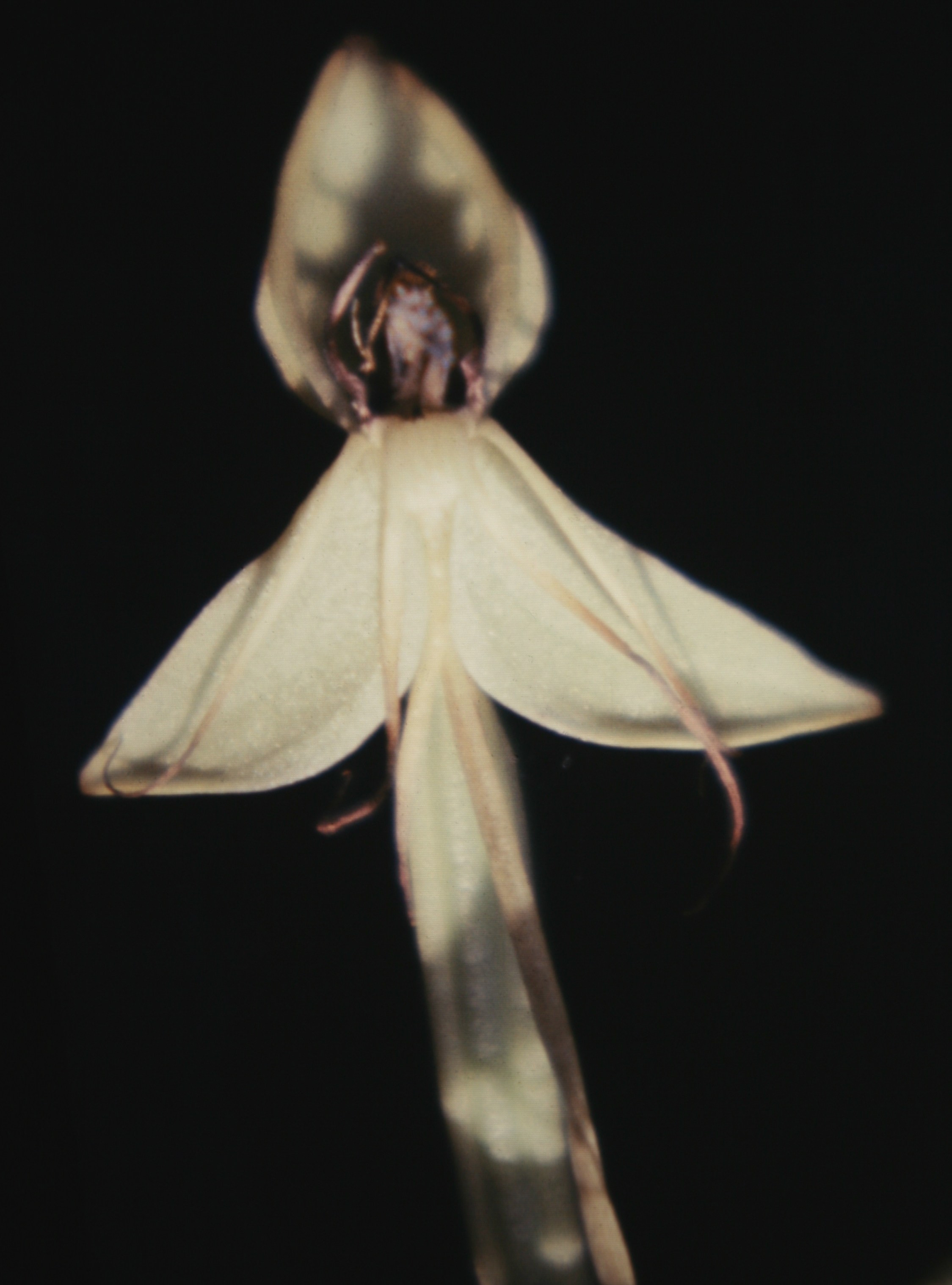